# Семёновцы (Кировская область)
 Семёновцы  — деревня в Афанасьевском районе Кировской области в составе Гординского сельского поселения.

## География
Расположена на расстоянии примерно 4 км по прямой на юг-юго-восток от центра поселения села  Гордино на правом берегу реки Ердва.

## История
Известна с 1891 года, в 1926 здесь (выселок Семеновский) хозяйств 2 и жителей 13, в 1950  10 и 38, в 1989 18 жителей. Современное название утвердилось с 1939 года .  

## Население
Постоянное население составляло 21 человек (русские 100%) в 2002 году, 28 в 2010.